# Lepyrodiclis tenera
Lepyrodiclis tenera är en nejlikväxtart som beskrevs av Pierre Edmond Boissier. Lepyrodiclis tenera ingår i släktet Lepyrodiclis och familjen nejlikväxter. Inga underarter finns listade i Catalogue of Life.